# Schwartbuck
Schwartbuck est une commune allemande de l'arrondissement de Plön, dans le Land de Schleswig-Holstein.

## Géographie
La commune se situe à 12 km au nord-ouest de Lütjenburg et à trois km de la mer Baltique sur laquelle son territoire s'étend. Elle regroupe les quartiers de Schwartbuck et Schmoel (ainsi que le château de Schmoel).
Le territoire de la plage est depuis le début des années 1990 une réserve naturelle, qui est une importante aire de repos et de reproduction pour les oiseaux.

## Histoire
Le premier nom du village, « Suarzepouc », est d'origine slave. Il est mentionné pour la première fois en 1216. Durant le règne d'Adolphe IV de Holstein, la terre est colonisée par des colons de Frise et de Westphalie, rejoints par des Slaves.

### Le château de Schmoel
Schmoel est mentionné pour la première en 1433. Il est au XVIIe siècle la propriété de la famille Rantzau et est un manoir entouré de douves. En 1686, un procès en sorcellerie a lieu, le seigneur est condamné à payer une amende en raison d'une erreur de procédure. Le servage prend fin entre 1795 et 1800.